# Bataillon Nachtigall
Das Bataillon Nachtigall (ukrainisch Батальйон Соловей oder Батальйон Нахтіґаль) war ein im Frühjahr 1941 von der deutschen Abwehr gegründeter militärischer Verband national-ukrainischer Freiwilliger im Zweiten Weltkrieg. Er wurde von der deutschen Wehrmacht für den Krieg gegen die Sowjetunion aufgestellt. Das Bataillon bestand aus drei Kompanien, denen 300 Ukrainer und 100 Deutsche angehörten. Die ukrainischen Soldaten trugen Uniformen der Wehrmacht mit einem kleinen Kennzeichen in den ukrainischen Landesfarben Blau und Gelb.
Neben dem Bataillon Nachtigall entstand das Bataillon „Roland“ (russisch Батальон Роланд), welches bereits im Herbst 1941 wieder aufgelöst wurde. Die Roland-Truppe trug Fantasie-Uniformen.

## Hintergrund

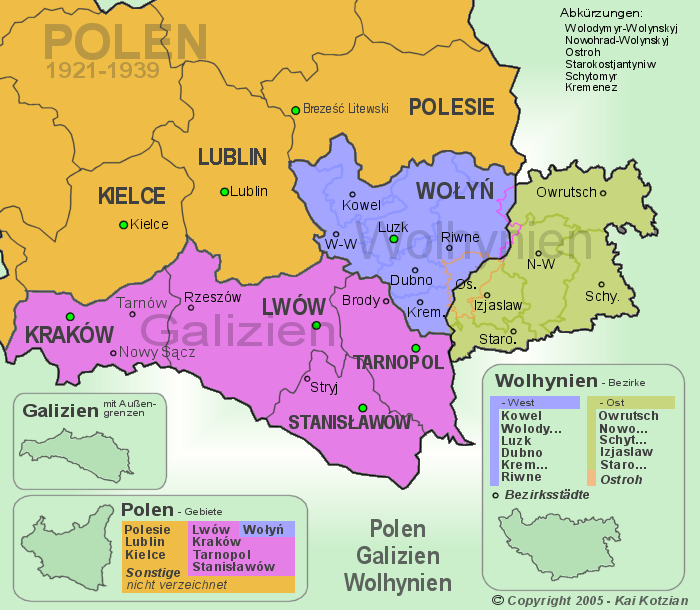
Die Gebiete Galizien und Wolhynien und der Verlauf der polnisch-ukrainischen Grenze in den Jahren 1921–1939.

Nach dem Ersten Weltkrieg waren sowohl das Deutsche Kaiserreich als auch Österreich-Ungarn und das Russische Reich zusammengebrochen. In dem entstandenen Machtvakuum gründete sich unter anderem die Westukrainische Volksrepublik. Doch dieser Staat wurde bereits im Mai 1919 von polnischen Truppen besetzt. Nach dem Polnisch-Sowjetischen Krieg fiel das Gebiet 1921 endgültig an Polen. Die ukrainische Bevölkerung empfand dies in den folgenden Jahren als polnische Okkupation und schon bald entstanden Widerstandsbewegungen und nationalistische Verbände, die sich 1929 schließlich zur Organisation Ukrainischer Nationalisten (OUN) zusammenschlossen. Schon seit 1921 unterhielt die Ukrainische Militärorganisation (UVO), die später zum militärischen Arm der OUN wurde, enge Kontakte zur Abwehrabteilung der Reichswehr. Die OUN setzte diese Zusammenarbeit fort. Der deutsche Überfall auf Polen und die sowjetische Besetzung Ostpolens im Jahre 1939 änderten die Situation. Polen wurde zwischen Adolf Hitler und Josef Stalin gemäß dem deutsch-sowjetischen Nichtangriffspakt aufgeteilt, Ostgalizien und Westwolhynien wurden sowjetisch. Auf einem Kongress in Krakau spaltete sich 1940 ein Teil der OUN unter der Führung Stepan Banderas ab (OUN-B). Dieser Teil der ukrainischen Nationalisten setzte seine enge Kooperation mit der deutschen Führung fort. Von ihr versprachen sie sich die größte Unterstützung bei der Verfolgung ihres Zieles, einen unabhängigen ukrainischen Staat bilden zu können. Schon seit Dezember 1939 hatten die Bandera-Leute bewaffnete Überfälle in der sowjetisch besetzten Westukraine verübt und mit Unterstützung von Admiral Wilhelm Canaris, Chef der Abwehr, einen bewaffneten Aufstand vorbereitet.
Nachdem Hitler seit Ende Juli 1940 den Angriff auf die Sowjetunion zu planen begonnen hatte, wurden die Gespräche mit der OUN intensiviert. OUN-B und OUN-M erklärten sich beide bereit, gemeinsam mit den Deutschen gegen die Sowjetunion zu kämpfen, obwohl sie nicht die gewünschten politischen Zusagen erhielten. Bereits die Reichswehr hatte 1923 in geheimen Lehrgängen ukrainische Nationalisten militärisch ausgebildet. Nun sollten aus Angehörigen der OUN und Freiwilligen militärische Verbände aufgestellt werden. Die deutsche Seite versprach sich davon eine große propagandistische Wirkung auf die Bevölkerung der Ukraine bei dem geplanten Krieg gegen die Sowjetunion. Die ukrainischen Nationalisten wiederum sahen in der Aufstellung militärischer Einheiten einen wichtigen Schritt in Richtung auf eine militärische Selbstständigkeit. Hitler kam ihren nationalen Zielen jedoch nicht entgegen. So versuchte die jeweils eine Seite, die andere für ihre Zwecke zu instrumentalisieren.

## Aufstellung
Das Amt Ausland/Abwehr, Abteilung Abwehr II (Sabotage und Zersetzung) des Oberkommandos der Wehrmacht unter Erwin Lahousen war verantwortlich für die Aufstellung sowie Ausbildung der nichtdeutschen militärischen Gruppen. Neben dem Bataillon „Roland“, das bei Wiener Neustadt aufgestellt wurde, entstand im Winter 1940/1941 auf dem Truppenübungsplatz Neuhammer bei Liegnitz (Schlesien) ein weiteres ukrainisches Bataillon. Später erhielt diese Einheit den Namen „Nachtigall“, was angeblich darauf zurückzuführen war, dass die Angehörigen des Verbandes oft sangen. Die Informationen über dieses Bataillon sind zahlreicher als zum Bataillon „Roland“, man kann jedoch davon ausgehen, dass viele Berichte auf beide Einheiten zutreffen. Zunächst wurden drei Kompanien aufgestellt und ausgebildet. Die Freiwilligen erwiesen sich dabei nach Aussage eines deutschen Offiziers „dank ihrer Ausbildung in der polnischen Friedensarmee“ als „gute disziplinierte Soldaten“. Die Verbände sollten vor allem für Diversions- und Sabotageakte in der Westukraine Verwendung finden. Dafür erhielten die Soldaten deutsche Uniformen und leichte Infanteriewaffen, jedoch keine schweren Waffen wie vergleichbare deutsche Einheiten. Somit war die Bewaffnung des Bataillons „allenfalls für einen infanteristischen Abwehrkampf ausreichend“. Ein weiterer Grund für die schlechte Ausrüstung könnte die Überlegung des OKW gewesen sein, den Verband bei Bedarf schnell wieder entwaffnen zu können. Äußerlich unterschieden sich die Uniformen der Ukrainer von denen der Deutschen nur durch blau-gelbe Paspeln an den Schulterklappen.
Während der Ausbildungsphase erhielt die Einheit zunächst nur deutsche Unteroffiziere für das Rahmenpersonal. Erst im Frühjahr 1941 wurde über die Besetzung der Offiziersstellen entschieden. Die Auswahl wurde von Oberst von Haehlingen und Oberst Stolze von der Abwehr II sowie von Oberstleutnant Heinz getroffen. Letzterer war Kommandeur des I. Bataillons des Baulehrregimentes z. b. V. 800 (besser bekannt als die Kommandoeinheit der „Brandenburger“), dem das Bataillon „Nachtigall“ bei dem geplanten Angriff auf die Sowjetunion unterstellt werden sollte. Demzufolge sollte der Stab der Einheit aus Oberleutnant Hans-Albrecht Herzner (ebenfalls vom Baulehrregiment), Oberleutnant Theodor Oberländer (als politischer Berater und Verbindungsoffizier zur Abwehr II) und einem evangelischen Pfarrer Meyer als Zahlmeister (vom Baulehrregiment) bestehen. Hinzu kam der ukrainische Anführer der Einheit Roman Schuchewytsch und ein ukrainisch-griechisch-katholischer Pfarrer der Unierten. Des Weiteren wurden die Kompaniechefs bestimmt. Eine Kompanie erhielt Rittmeister Erwein von Thun und Hohenstein, eine andere einen Leutnant Middelhauve. Zudem gehörte auch ein Leutnant Schüler zum Bataillon „Nachtigall“. Da die Aktenbestände verloren gingen, lassen sich heute kaum andere deutsche Angehörige der Einheit mehr bestimmen. Auch der Chef der dritten Kompanie kann nachträglich nicht mehr ermittelt werden.
Die jeweils konkreten Aufgaben der Bataillone wurden erst kurz vor dem Überfall auf die Sowjetunion genauer festgelegt. Sie sollten im Verlauf der Eroberungen der Wehrmacht wichtige Militär-, Verwaltungs-, Verkehrs-, Nachrichten- sowie Wirtschaftsobjekte in ihre Gewalt bringen und wichtige „Gegnerdokumente“ sichern.

## Einsatz

Soldaten des Bataillons Nachtigall, 1941

Das Bataillon „Nachtigall“ wurde zunächst in einer Kaserne westlich Przemyśl untergebracht und für den Angriff auf die Sowjetunion am 22. Juni 1941 dem I. Bataillon des Baulehrregimentes z. b. V. 800 unterstellt, welches wiederum zur Heeresgruppe Süd gehörte. Im Vergleich zu dem ukrainischen Bataillon bestand diese Einheit aus gut ausgerüsteten und motorisierten Kommandosoldaten, so dass es unmöglich war, beide Einheiten in gleichem Tempo vorrücken zu lassen. Das Bataillon „Nachtigall“ folgte deshalb den vorrückenden deutschen Verbänden als Reserve und war in keine größeren Gefechte involviert. Am 30. Juni 1941 erreichte die Kampfgruppe zusammen mit einem Bataillon des Gebirgsjägerregiments 99 die westukrainische Stadt Lemberg, die ohne Widerstand besetzt wurde. Dort waren Angehörige des Bataillons „Nachtigall“ an Pogromen gegen die jüdischen Einwohner der Stadt maßgeblich beteiligt. Bei diesen Ausschreitungen hatten sich deutsche Soldaten – von den bezeugten Übergriffen Einzelner abgesehen – herausgehalten. Aber die Wehrmacht unterband die öffentliche Hetzjagd auch nicht: Ein Befehl verbot jede Anwendung von Waffengewalt gegen ukrainische Zivilisten und Milizionäre.
Die Einheit verblieb über eine Woche in der Stadt und rückte dann mit dem I./Baulehrregiment z. b. V. 800 weiter über Tarnopol und Schitomir auf Winnyzja vor. Dort kam es zu dem einzigen Gefecht, in welches das Bataillon je verwickelt wurde. Vom 15. bis zum 17. Juli wehrte die Kampfgruppe vor Winnyzja einen sowjetischen Gegenangriff ab und besetzte anschließend die Stadt.
Das Bataillon „Roland“ stand unter dem Kommando des ukrainischen Majors Je. Pobihuschtschy. Es rückte ebenfalls im Rahmen der Heeresgruppe Süd vor, allerdings über Rumänien und Moldawien. Erst am 25. Juli betrat der Verband ukrainischen Boden, wurde dort jedoch in keine Kampfhandlungen verwickelt.

## Auflösung

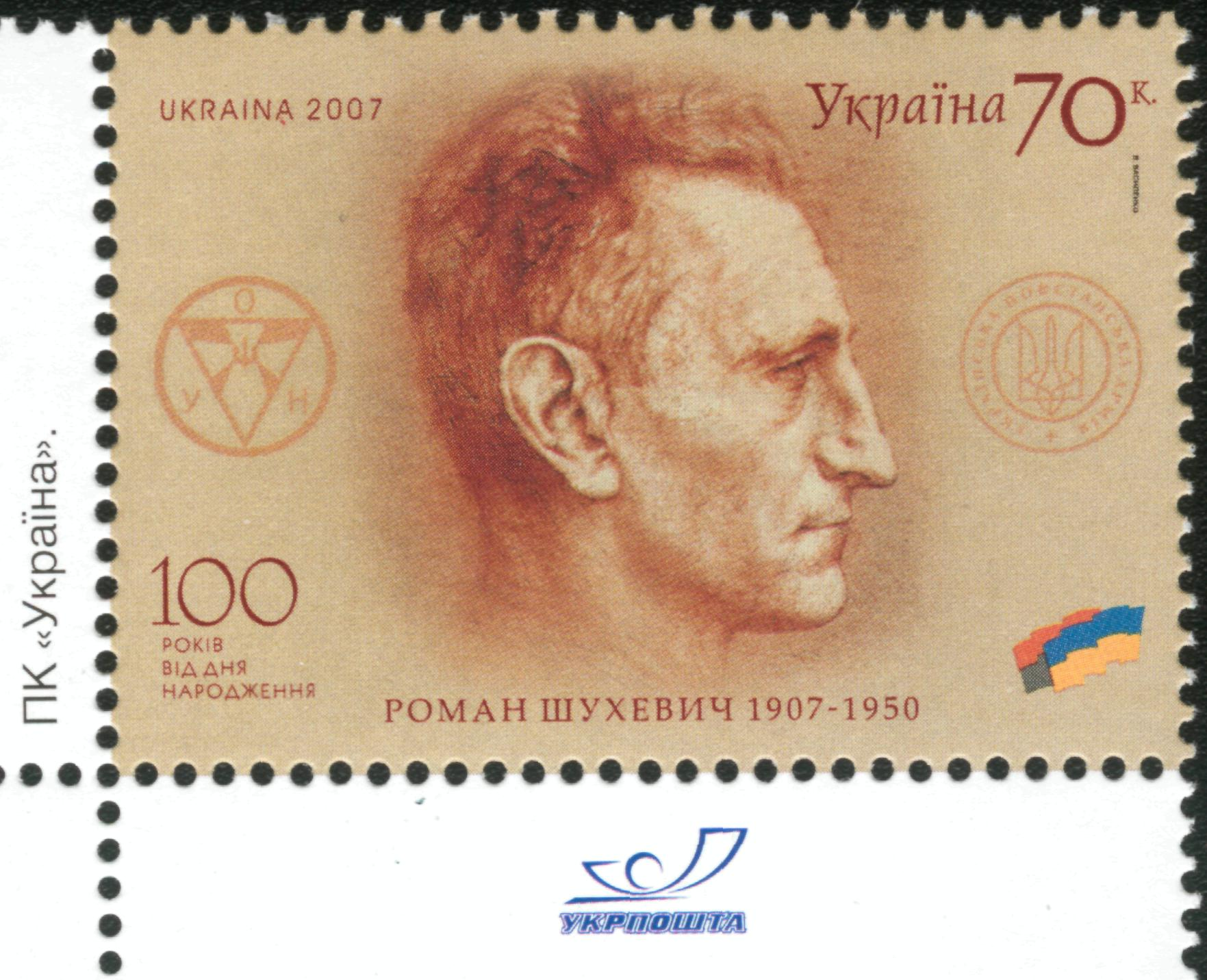
Ukrainische Briefmarke zu Ehren des Nachtigall-Kommandanten Roman Schuchewytsch, 2007

Nach der Einnahme von Winnyzja kam es zu ersten Meutereien und Unzuverlässigkeiten, sodass das Bataillon nicht mehr frontverwendungsfähig war. Der Grund für die Unruhen war, dass unter den Angehörigen des Verbandes bekannt geworden war, dass die deutsche Regierung die Gründung eines unabhängigen ukrainischen Staates ablehnte und stattdessen die Westukraine dem Generalgouvernement angegliedert hatte. Der Motivation der Freiwilligen war damit jegliche Grundlage entzogen worden.
Außerdem hatte sich bei den bisherigen Einsätzen gezeigt, dass die Wehrmacht die ukrainischen Soldaten schlecht unter Kontrolle hatte. So war es bereits am 30. Juni 1941 während der Besetzung von Lemberg neben den Pogromen zu einem Zwischenfall gekommen, den die nationalsozialistische Führung als direkten Affront auffassen musste: Ein Trupp des Bataillons hatte die lokale Radiostation der Stadt besetzt und dann stundenlang über Rundfunk von der von Jaroslaw Stezko proklamierten Gründung eines unabhängigen ukrainischen Staates berichtet. Erst der Einmarsch der 1. Gebirgs-Division beendete diesen Vorgang am Nachmittag. Daraufhin wurden verschiedene national-ukrainische Politiker, wie Stezko und Bandera verhaftet und in Konzentrationslager eingewiesen. Auch dies führte bald zu Unruhen in dem ukrainischen Freiwilligenverband.
Am 30. Juli 1941 entschied Canaris die Auflösung der Bataillone. Im August wurde das Bataillon „Nachtigall“ nach Krakau verlegt und dort entwaffnet, um anschließend bei Neuhammer interniert zu werden. Gleiches geschah mit dem Bataillon „Roland“, welches ebenfalls in seine ursprüngliche Garnison in Österreich zurück verlegt wurde. Im Oktober 1941 wurde das Personal der beiden aufgelösten Einheiten nach Frankfurt (Oder) transportiert und dort zum „Schutzmannschaftsbataillon 201“ zusammengefasst. Diese Einheit für Polizeiaufgaben unterstand nicht länger der Wehrmacht, sondern der Ordnungspolizei des Reichsführers SS und Chef der Deutschen Polizei. Neben den Mannschaftsdienstgraden wurden auch sämtliche Unteroffiziers- und Offiziersstellen (22 Posten) ausnahmslos mit Ukrainern besetzt. Das Kommando übernahm der vormalige Kommandeur des Bataillons „Roland“, Major Je. Pobihuschtschy, während die vier neuen Kompanien von Roman Schuchewytsch, M. Brygider, W. Sydor und W. Pawlyk befehligt wurden. Alle 600 Soldaten hatten sich erneut für die Dauer von einem Jahr verpflichtet. Nach einer längeren Ausbildungs- und Ausrüstungszeit kam das Bataillon im März 1942 nach Weißrussland, wo es in der Partisanenbekämpfung und im Sicherungsdienst eingesetzt wurde. Als der größte Teil des Personals im November die Verlängerung ihrer Verträge verweigerte, wurde der Verband nach Mahiliou verlegt und dort entwaffnet. Die Mannschaftsdienstgrade und Unteroffiziere wurden entlassen, doch die Offiziere, welche die deutsche Führung als potentielle Anführer einer Widerstandsbewegung ansah, wurden nach Lemberg gebracht und schließlich am 8. Januar 1943 in einem Gestapo-Gefängnis inhaftiert. Einige Offiziere, denen, wie auch Roman Schuchewytsch, die Flucht gelang, schlossen sich später der „Ukrainischen Aufstandsarmee“ an.